# 文化 (年號)
文化是日本的年號之一。在享和之後、文政之前。指1804年到1818年的期間。這個時代的天皇是光格天皇、仁孝天皇。江戶幕府的將軍是德川家齊。

## 改元
- 享和4年2月11日（公元1804年3月22日） 因甲子革令而改元
- 文化15年4月22日（公元1818年5月26日） 改元為文政

## 出典
- 《周易·賁卦彖傳》的「觀於天文、以察時變、觀乎人文、以化成天下」
- 《後漢書·荀淑傳》的「宣文教以章其化、立武備以秉其威」

## 文化年間要事
- 元年9月 俄羅斯使節尼古拉·雷薩諾夫為求通商航行至長崎
- 5年間宮林藏至庫頁島探險
- 5年8月費頓號事件
- 8年葛羅寧事件

### 逝世
- 元年高橋至時
- 3年喜多川歌麿
- 6年桂川甫周
- 10年蒲生君平（享年45）
- 13年山東京傳
- 14年杉田玄白（享壽84）

## 西元對照表
| 文化 | 元年   | 2年    | 3年    | 4年    | 5年    | 6年    | 7年    | 8年    | 9年    | 10年   |
| ---- | ------ | ------ | ------ | ------ | ------ | ------ | ------ | ------ | ------ | ------ |
| 西元 | 1804年 | 1805年 | 1806年 | 1807年 | 1808年 | 1809年 | 1810年 | 1811年 | 1812年 | 1813年 |
| 干支 | 甲子   | 乙丑   | 丙寅   | 丁卯   | 戊辰   | 己巳   | 庚午   | 辛未   | 壬申   | 癸酉   |
| 文化 | 11年   | 12年   | 13年   | 14年   | 15年   |        |        |        |        |        |
| 西元 | 1814年 | 1815年 | 1816年 | 1817年 | 1818年 |        |        |        |        |        |
| 干支 | 甲戌   | 乙亥   | 丙子   | 丁丑   | 戊寅   |        |        |        |        |        |